# Lily Frederiksen
Lily Frederiksen, gift Auduns, född 8 juli 1908, död okänt år, var en dansk barnskådespelare.
Frederiksen var en barnstjärna inom dansk film och debuterade som fyraåring 1912. Hon arbetade för Nordisk Film och medverkade i 25 filmer åren 1912–1916. Hon gifte sig senare på Island och tog då namnet Lily Auduns.

## Filmografi (urval)
- 1912 – Kærlighed og venskab
- 1912 – En moders kaerlighed